# Amos Sawyer

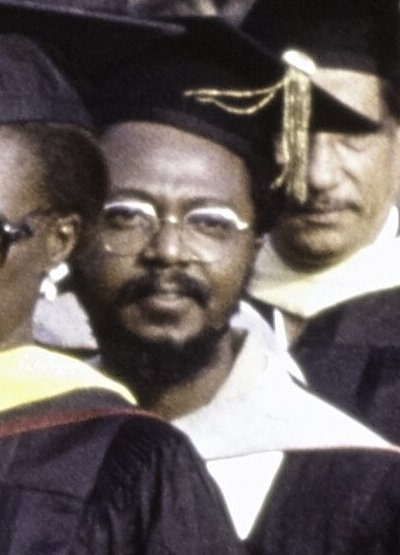
Amos Sawyer (1978)

Amos Sawyer (* 15. Juni 1945 in Sinoe County; † 16. Februar 2022 in Baltimore, Maryland) war von 1990 bis 1994 Präsident Liberias.

## Frühe Jahre
Sawyer schlug eine akademische Laufbahn ein und war von 1980 bis 1984 Dekan an der Fakultät für Sozialwissenschaften an der Universität von Liberia. In dieser Zeit war er Vorsitzender der Verfassungskommission, die nach der Ermordung des Präsidenten William Tolbert tagte.

## Präsident
Sawyer übernahm nach der Ermordung des Präsidenten Samuel Doe am 22. November 1990 den Vorsitz der Übergangsregierung (Government of National Unity), die ihren Sitz zunächst in Ghana einnehmen musste. Die westafrikanische Wirtschaftsgemeinschaft ECOWAS  hatte die Einsetzung der Übergangsregierung durch den Einsatz der multinationalen Friedenstruppe ECOMOG herbeigeführt. Sawyers Amtszeit endete am 7. März 1994, nachdem er ursprünglich gehofft hatte, das Amt nur sechs Monate ausüben zu müssen.
Der Bürgerkrieg ging während seiner Regierungszeit unvermindert weiter. Die Rebellenführer Charles Taylor, "Prince" Yormie Johnson und diverse andere kämpften um die Macht im Lande, wobei sich Taylor später durchsetzte. Sawyer gehört der Liberian People's Party an, die bei Wahlen, über deren Qualität die Meinungen auseinandergehen, am 19. Juli 1997 1,61 % der Stimmen bei den Präsidentschaftswahlen und einen der 64 Sitze im Repräsentantenhaus gewann. 75 % der Stimmen gingen an Taylor, von dem man annahm, dass er andernfalls weitergekämpft hätte.

## Akademiker
Nach seinem Studium an der Northwestern University in Illinois hat er einen Doctor of Philosophy in Politikwissenschaft. Er lehrte politische Theorie und Analyse an der Universität von Indiana in Bloomington. Sawyer war mehrfach für internationale Organisationen tätig, so für die Vereinten Nationen und 2001 im Auftrag der Organisation für Afrikanische Einheit als Vorsitzender der Überwachungskommission für die Wahlen in Simbabwe.
Bereits seit den 1980er Jahren hatte er mehrere Bücher über liberianische Politik geschrieben, im Sommer 2005 veröffentlichte er sein neuestes Buch.

## Werke
- Kristin Dunst & Amos Sawyer: Beyond Plunder: Toward Democratic Governance in Liberia. Lynne Rienner Publishers, 2005, ISBN 1-58826-384-3.